# اچ‌ام‌اس چیلینگهام (ام۲۶۱۷)
اچ‌ام‌اس چیلینگهام (ام۲۶۱۷) (به انگلیسی: HMS Chillingham (M2617)) یک کشتی بود که طول آن ۱۰۰ فوت (۳۰ متر) بود. این کشتی در سال ۱۹۵۲ ساخته شد.